# Неметал
Неметалите са химични елементи с типично неметални свойства, които заемат десния горен ъгъл на Периодичната система.
Въпреки че по брой сред всички елементи металите са пет пъти повече от неметалите, два от неметалите – водородът и хелият, съставят 99% от наблюдаваната вселена, а един от тях – кислородът, съставя половината от земната кора, океаните и атмосферата. Живите организми също се състоят почти изцяло от неметали, също така неметалите образуват много повече съединения от металите.
Разположението на неметалите по групи от периодичната система е следното:
| Група       | 1 (стара IА) | 13 (стара IIIА) | 14 (стара IVА) | 15 (стара VА) | 16 (стара VIА) | 17 (стара VIIА) | 18 (стара VIIIА) |
| ----------- | ------------ | --------------- | -------------- | ------------- | -------------- | --------------- | ---------------- |
| 1-ви период | H            |                 |                |               |                |                 | He               |
| 2-ри период |              | B               | C              | N             | O              | F               | Ne               |
| 3-ти период |              |                 | Si             | P             | S              | Cl              | Ar               |
| 4-ти период |              |                 |                | As            | Se             | Br              | Kr               |
| 5-и период  |              |                 |                |               | Te             | I               | Xe               |
| 6-и период  |              |                 |                |               |                | At              | Rn               |

Неметал е термин от химията, използван за характеризиране на част от химичните елементи. Въз основата на своите общи физични и химични свойства почти всички химични елементи от периодичната система могат да се класифицират като метали и неметали. Съществуват и няколко химични елемента с междинни свойства, означавани като металоиди (металоидни елементи).
Характерна особеност на неметалите е по-големият (в сравнение с металите) брой електрони на външното енергийно ниво на техните атоми. Това определя тяхната по-голяма способност към присъединяване на допълнителни електрони, и проявяване на по-висока окислителна активност, отколкото при металите.
Неметалите имат високи стойности на сродство към електрона, по-голяма електроотрицателност и висок окислително-възстановителен потенциал.
Благодарение на високите стойности на йонизационната енергия на неметалите, техните атоми могат да образуват ковалентни химични връзки с атомите на другите неметали и амфотерни елементи. За разлика от предимно йонната природа на строежа на съединенията на типичните метали, простите неметални вещества, а също съединенията им имат ковалентна природа на строежа си.
В свободен вид като прости вещества се срещат газообразни неметали – флуор, хлор, кислород, азот, водород, инертните газове, твърди неметали – йод, астатий, сяра, селен, телур, фосфор, арсен, въглерод, силиций, бор, а при стайна температура в течно състояние се намира бромът.
При някои неметали се наблюдава проява на алотропия. Така, за газообразния кислород са характерни две алотропни модификации – кислород (O2) и озон (O3), при твърдия въглерод има множество форми – диамант, фулерен, графен, графит, карбин, лонсдейлит, стъкловъглерод, дивъглерод, въглеродни наноструктури (нанопяна, наноконуси, нанотръби, нановлъкна) и аморфен въглерод, които вече са открити, но са възможни още и други модификации, например, чаоит и метален въглерод.
В молекулярна форма като прости вещества в природата се срещат азотът, кислородът, сярата. По-често обаче неметалите се намират в химически свързан вид: това са вода, минерали, скали, различни силикати, фосфати, борати. По разпространеност в земната кора неметалите се различават съществено. Най-разпространени са кислородът, силицият, водородът; най-редки – арсенът, селенът, йодът.